# Liste des ponts de Bretagne protégés aux monuments historiques
Cet article recense les ponts protégés aux monuments historiques en Bretagne, France.

## Liste
| Édifice                  | Département              | Commune                | Coordonnées                        | Notice         | Protection        | Illustration             |
| ------------------------ | ------------------------ | ---------------------- | ---------------------------------- | -------------- | ----------------- | ------------------------ |
| Vieux pont               | Côtes-d'Armor            | Dinan                  | 48° 27′ 22″ nord, 2° 02′ 17″ ouest | « PA00089138 » | Classé MH (1903)  | Vieux pont               |
| Viaduc de Caroual        | Côtes-d'Armor            | Erquy                  | 48° 37′ 12″ nord, 2° 28′ 14″ ouest | « PA22000038 » | Inscrit MH (2014) | Viaduc de Caroual        |
| Viaduc de Douvenant      | Côtes-d'Armor            | Langueux, Saint-Brieuc | 48° 31′ 00″ nord, 2° 43′ 10″ ouest | « PA22000057 » | Inscrit MH (2018) | Viaduc de Douvenant      |
| Pont des Courses         | Côtes-d'Armor            | Saint-Brieuc           | 48° 31′ 05″ nord, 2° 43′ 26″ ouest | « PA22000056 » | Inscrit MH (2018) | Pont des Courses         |
| Viaduc de Toupin         | Côtes-d'Armor            | Saint-Brieuc           | 48° 31′ 03″ nord, 2° 44′ 51″ ouest | « PA22000046 » | Inscrit MH (2014) | Viaduc de Toupin         |
| Pont de Sainte-Catherine | Côtes-d'Armor, Finistère | Plounévézel, Treffrin  | 48° 17′ 59″ nord, 3° 33′ 08″ ouest | « PA00089687 » | Classé MH (1964)  | Pont de Sainte-Catherine |
| Pont de Rohan            | Finistère                | Landerneau             | 48° 27′ 00″ nord, 4° 14′ 57″ ouest | « PA00090032 » | Classé MH (1929)  | Pont de Rohan            |
| Viaduc de Morlaix        | Finistère                | Morlaix                | 48° 34′ 44″ nord, 3° 49′ 46″ ouest | « PA00090137 » | Inscrit MH (1975) | Viaduc de Morlaix        |
| Pont Lovignon            | Finistère                | Quimperlé              | 47° 52′ 22″ nord, 3° 32′ 37″ ouest | « PA00090394 » | Inscrit MH (1928) | Pont Lovignon            |
| Pont de Chevré           | Ille-et-Vilaine          | La Bouëxière           | 48° 11′ 41″ nord, 1° 27′ 37″ ouest | « PA00135271 » | Inscrit MH (1995) | Pont de Chevré           |
| Pont de Pont-Réan        | Ille-et-Vilaine          | Guichen                | 48° 00′ 10″ nord, 1° 46′ 31″ ouest | « PA00090597 » | Inscrit MH (1942) | Pont de Pont-Réan        |
| Vieux pont sur la Flume  | Ille-et-Vilaine          | Pacé                   | 48° 08′ 57″ nord, 1° 47′ 19″ ouest | « PA00090650 » | Inscrit MH (1971) | Vieux pont sur la Flume  |
| Pont de Saint-Goustan    | Morbihan                 | Auray                  | 47° 39′ 59″ nord, 2° 58′ 46″ ouest | « PA00091011 » | Inscrit MH (1944) | Pont de Saint-Goustan    |
| Pont suspendu du Bono    | Morbihan                 | Le Bono                | 47° 38′ 27″ nord, 2° 57′ 13″ ouest | « PA56000011 » | Inscrit MH (1997) | Pont suspendu du Bono    |